# Киров, Евгений Флорентович
Евгений Флорентович (в некоторых источниках — Фролович) Киров (род. 27 мая 1954, Канаш) — советский и российский лингвист-русист, доктор филологических наук, профессор.

## Биография
Родился в семье служащих.
В 1972 г. с отличием окончил филологический факультет Казанского государственного университета, специальность по диплому — «филолог». С 1977 по 1980 г. учился в аспирантуре альма-матер.
В 1981 г. защитил диссертацию на соискание ученой степени кандидата филологических наук. В 1993 году в МГУ им. М. В. Ломоносова защитил диссертацию на соискание ученой степени доктора филологических наук, тема: «Градационная фонология русского языка».

## Научная деятельность
Профессор Е. Ф. Киров является автором более 160 научных и научно методических работ (учебников, учебных пособий, монографий, статей в статусных отечественных и зарубежных научных журналах, рецензий) по фонетике и фонологии русского языка, грамматике русского языка, теории языка, моделированию языка, теории текста, философии языка, истории русского языкознания, фразеологии русского языка.
Подготовил к защите в качестве научного руководителя и научного консультанта более 10 кандидатов и докторов филологических наук.

## Преподавательская и административная деятельность в высшей школе
После окончания университета работал в Казанском государственном университете, затем, с 1983 по 1986 — преподавателем русского языка в Монгольской Народной Республике.
С 2002 по 2013 гг. возглавлял кафедру русского языка и общего языкознания Московского городского педагогического университета. С 2012 г. по наст. время — профессор кафедры русского языка и методики преподавания филологических дисциплин Московского городского университета МГПУ.
Работает в Государственном институте русского языка им. А. С. Пушкина. Возглавлял кафедру общего и русского языкознания. В настоящее время — профессор Центра исследований языковой политики и международного образования.

## Основные публикации
- Теоретические проблемы моделирования языка. — Казань: Изд-во КГУ, 1989.
- Фонология языка. Ульяновск: Изд-во филиала МГУ, 1997.
- Текучесть языка текущего момента (рец. на монографию В. Г. Костомарова) // Филологические науки, 2016, № 3. С. 112—118;
- Фонология И. А. Бодуэна де Куртенэ как основа теории значения / И. А. Бодуэн де Куртенэ и мировая лингвистика. Труды и материалы — Казань: Казанский федеральный ун-т, 2017. С. 109—112.

- Принципы описания русского языка // Русская грамматика: сб. науч. трудов Международного научного симпозиума. — Ярославль: РИО ЯГПУ, 2019. — С. 53—65
- Гибридные части речи в русском языке // Русская грамматика: Структурная организация языка и процессы языкового функционирования / Под ред. О. И. Глазуновой, К. И. Роговой. — М.: ЛЕНАНД, 2019. С. 57—65

## Награды
Почетная грамота Министерства науки и образования (2009).

## Членство в организациях
действительный член Академии социальных наук РФ (1995).